# ГЕС Своркмо
ГЕС Своркмо — гідроелектростанція у центральній частині Норвегії за чотири десятки кілометрів на південний захід від Тронгейма. Знаходячись після ГЕС Brattset та ГЕС Грана, становить нижній ступінь гідровузла у сточищі річки Оркла, яка впадає до Оркдалс-фіорду — однієї із заток на південному узбережжі Тронгейм-фіорду.
У межах проєкту Орклу перекрили водозабірною греблею Bjorset, котра створила підпір у 1,5 метра та утворила невеличкий резервуар з площею поверхні лише 0,04 км2 та об'ємом 20 тис. м3 (коливання рівня між позначками 529 та 529,5 метра НРМ). Зі сховища під правобережним масивом прокладено дериваційний тунель довжиною 15 км, який на своєму шляху отримує додатковий ресурс із водозаборів на притоках Оркли Раубеккен та Сворка.
Машинний зал обладнаний двома турбінами типу Френсіс потужністю 34 МВт та 20,5 МВт, котрі використовують напір у 96 метрів та забезпечують виробництво 345 млн кВт·год електроенергії на рік.